# Geyria fulvicauda
Geyria fulvicauda är en insektsart som först beskrevs av Navás 1921.  Geyria fulvicauda ingår i släktet Geyria och familjen myrlejonsländor. Inga underarter finns listade i Catalogue of Life.